# Clemente Ibarguren Garicano
Clemente Ibarguren Garicano   (Sant Sebastià, 23 de novembre de 1849 - Sant Sebastià, 1933) fou un violinista basc.
Des d'infant mostrà grans aptituds per a la música i als 10 anys començà els seus estudis amb un professor de Donòstia. Abans de complir els 19 anys es donà conèixer avantatjadament com a concertista i vers l'any 1867 ingressà en el Conservatori de París, va romandre en aquell establiment fins al 1869. Després serví com a voluntari, durant la guerra carlista, amb l'exercit liberal. Posteriorment, es traslladà a Madrid, sent molt aplaudit en els concerts que donà en la Cort i mereixen ser cridat a Palau per actuar davant els reis.
El 1878 formant part d'una estudiantina, va fer un viatge a París, on fou objecte de grans compliments per part del públic i d'eminents personalitats, com el president de la República i l'escriptor Victor Hugo, que li regalà un afectuós autògraf. Després viatjà diversos anys per Amèrica, on recollí glòria i profit, i al seu retorn a Espanya s'establí a Barcelona el 1819, sent nomenat professor de violí de l'Escola Municipal de Música, ara Conservatori Municipal de Música de Barcelona. Jubilat al complir l'edat reglamentària, continuà encara durant uns anys a l'ensenyança particular (1930), contant entre els seus deixebles a Costa i Manén.
Ibarguren també es va distingir com a director d'orquestra i figurà moltes vegades com executant en els concerts de Sarasate. Quan el 1884 va morir el violinista català Andreu Fortuny i Fàbrega, Ibarguren adquirí a la família el seu violí Platner.
Va morir a la clínica Sant Ignasi (Algorrieta) de Sant Sebastià.
La seva filla Clementina Ibarguren també fou una violinista de principis del segle xx. Clemente estava casat amb Juana Uranga Iturbe.